# PIREP
Пілотський звіт (англ. pilot report; PIREP) — технічний звіт про фактичні погодні умови, що спостерігаються екіпажем повітряного судна під час польоту. Інформація як правило передається по радіо до найближчої наземної метеостанції або летовища. Потім повідомлення декодується та передається іншим погодним службам і станціям управління повітряним трафіком.
Форма звіту PIREP може відрізнятись у різних країнах. Але дані, що він містить, та стандарти, в основному, однакові. Мінімальною інформацією, яку повинен містити PIREP, є час, місце розташування літака, погодні умови, висота польоту, тип літака та інше.
PIREP-и включають ідентифікатор важливості повідомлення UA або UUA (не термінове або екстрене, відповідно).

## Параметри

### Обов'язкові
- UA або UAA — характеризує PIREP як не терміновий чи екстрений відповідно (у Канаді позначається маркерами UACN01 для звітів, які не є терміновими, та UACN10, якщо звіт є терміновим). UA ставлять, якщо звіт містить дані про безпечні погодні умови. Якщо PIREP містить попередження про торнадо, водяний смерч, сильну турбулентність, обледеніння, великий град чи низький рівень градієнту вітру, то на початку звіту використовують маркер UUA.
- /OV — місце укладання PIREP, відстань до найближчої навігаційної станції, аеродрому чи географічні координати (широта та довгота).
- /TM — час надсилання PIREP (UTC).
- /FL (англ. flight level) — висота польоту літака над рівнем моря (ешелон). Зазначається або трицифровий параметр, який вказує висоту літака над рівнем моря в сотнях футів, або буквені скорочення: DURD (англ. during descent) — під час заходу на посадку, DURC (англ. during climb) — під час набирання висоти або зльоту, UNKN (англ. unknown) — невідома висота.
- /TP — тип повітряного судна згідно ІКАО (UNKN, якщо не повідомляється).

### Необов'язкові (вказується хоча б один)
- /SK (англ. sky cover) — хмарний покрив. Як і у параметрі /FL тут вказується висота (у сотнях футів) нижньої і верхньої границь шарів хмарного покриву, а також якесь із трьох скорочень для характеристики щільності хмар: CLR (англ. clear — чисте небо), FEW (англ. few — малохмарно), SCT (англ. scattered — розсіяні хмари), BKN (англ. broken — хмарно з проясненнями), OVC (англ. overcast — суцільна хмарність).
- /TA — температура навколишнього середовища за бортом (у градусах Цельсія, °C).
- /WV (англ. wind velocity) — швидкість вітру. Параметр містить відомості як про швидкість, так і про напрямок вітру. Напрямок записується тризначним числом (у градусах). Швидкість вітру, у вузлах, також подається трицифровим значенням.
- /TB (англ. turbulence) — інтенсивність турбулентності:

LGT — легка;
MDT — помірна;
SVR — сильна;
EXTRM — екстремальна.
Повинна бути вказана висота реєстрації турбулентності (в футах). При невідомій верхній чи нижній межі зони турбулентності вказуються абревіатури BLO (нижче зазначеної висоти польоту) або ABV (вище зазначеної висоти). Турбулентність чистого неба позначається CAT (англ. Clear-air turbulence).
- /IC (англ. icing) — обледеніння. Абревіатури для позначення

 — типів обледеніння: CLR (англ. clear), RIME, or MXD (англ. mixed);
 — інтенсивності обледеніння: TR (англ. trace), LGT (англ. light), MDT (англ. moderate), and SVR (англ. severe).
- /RM — зауваження. Повідомляються інші погодні умови, не вказані раніше у PIREP-і. Наприклад, відомості про грозу, вогні святого Ельма, атмосферні фронти. Існує велика кількість інших типів погодних умов, які можуть зазначатись у пілотському звіті.
- /WX — видимість і погода.

У різних країнах можуть використовуватися різні параметри для створення звітів PIREP.

## Приклади PIREP-ів
```
UACN10 CYQT 192128
YZ WG
UA /OV YSP 090025 /TM 2120 /FL050 /TP BE99 /SK 020BKN040 110OVC /TA -14 /WV 030045 /TB MDT CAT 060-080 /IC LGT RIME 020-040 /RM LGT FZRA INC

```